# Cola gigantea
Cola gigantea là một loài thực vật có hoa trong họ Cẩm quỳ. Loài này được A.Chev. mô tả khoa học đầu tiên năm 1908.